# Carbondale (Pensilvania)
Carbondale es una ciudad ubicada en el condado de Lackawanna en el estado estadounidense de Pensilvania. En el año 2000 tenía una población de 9,804 habitantes y una densidad poblacional de 1,168.9 personas por km².

## Geografía
Carbondale se encuentra ubicada en las coordenadas 41°34′19″N 75°30′03″O / 41.57194, -75.50083.

## Demografía
Según la Oficina del Censo en 2000 los ingresos medios por hogar en la localidad eran de $27,574 y los ingresos medios por familia eran $35,351. Los hombres tenían unos ingresos medios de $30,362 frente a los $21,922 para las mujeres. La renta per cápita para la localidad era de $14,914. Alrededor del 14.8% de la población estaba por debajo del umbral de pobreza.